# Antonio Stefano Martini
Antonio Stefano Martini, anche Anton Stephan Ritter von Martini nelle fonti in tedesco (Szekler Neumarkt, 1792 – Napoli, 28 dicembre 1861), è stato un generale, ammiraglio e diplomatico austriaco.

## Biografia
Nacque in Transilvania da famiglia integralmente italiana, suo padre era il maggiore generale Giuseppe Martini, comandante della fortezza di Temesvar. Entrato anch'egli nell'esercito austriaco, ad appena 13 anni fu allievo ufficiale nel reggimento di fanteria Baron Duka Nr. 39 e, poco dopo, fu promosso sottotenente. Nel 1809 prese parte alle battaglie di Neumarkt, Aspern e Wagram, dopo cui fu promosso tenente per l'ottimo servizio prestato.
Nel 1812 fu promosso capitano ed entrò nello Stato Maggiore delle truppe ausiliari austriache guidate dal principe Schwarzenberg, durante l'invasione della Russia a fianco delle truppe francesi. L'anno dopo, quando l'Austria tornò in campo avverso la Francia, il Martini partecipò alla Battaglia di Lipsia e fu lo stratega che pianificò la presa di Friberga, nella quale caddero prigionieri 400 ussari francesi e il loro comandante, il generale Brunot. A Kehl, durante l'attraversamento del Reno al comando del corpo di cavalleria del Principe di Hohenzollern, dimostrò tanta abilità da meritarsi la Croce di Cavaliere dell'Ordine di Leopoldo.
Nel 1821 fu promosso al grado di maggiore e, l'anno dopo, al Congresso di Verona comandò la scorta dello Zar Alessandro I. Nel 1825 fu nominato componente austriaco della commissione che doveva determinare il tracciato stradale nel nord Italia. Nel 1830 venne chiamato a Torino per organizzare il primo corpo mobile dell'esercito sardo-piemontese. Consigliere militare presso la corte di Carlo Alberto, fu da questi promosso tenente colonnello e nominato capo del suo stato maggiore. In seguito divenne consigliere militare dell'esercito dello Stato Pontificio, ricevendo l'incarico di migliorare l'organizzazione delle guardie svizzere a Roma.
Nel 1832 tornò nell'esercito austriaco e venne promosso colonnello, assumendo le funzioni di comandante del 32º reggimento di fanteria; nell'ottobre 1834 divenne capo di Stato Maggiore dell'armata austriaca in Italia. Il 22 ottobre 1838 fu promosso generale di brigata, rimanendo fino al 1843 in Lombardo-Veneto, quando venne nominato direttore dell'Accademia Militare di Vienna-Neustadt; nel 1846 venne nominato generale di divisione.
Il 10 novembre 1847, pur non avendo mai fatto servizio in marina, fu promosso motu proprio dall'imperatore al grado di viceammiraglio e assegnato alle funzioni di comandante in capo della Marina Austro-Veneta e Ispettore Generale dell'Arsenale Marittimo; al contempo, fu nominato Consigliere Segreto dell'Impero. Pur riconosciuto come uno dei più abili ufficiali dell'esercito austriaco, non aveva mai svolto servizio navale. Egli stesso riteneva di non avere né l'esperienza necessaria come uomo di mare, né sufficienti nozioni tecniche; gli fu risposto che "sicuramente sarebbe stato in grado di trovare gente capace per le questioni di dettaglio".
Piuttosto, però, sarebbe stato penalizzato dal non conoscere l'atmosfera politica in cui vivevano gli effettivi: all'epoca arruolati praticamente tutti fra sudditi italiani dell'Impero, che - a causa del lassismo dell'ammiraglio marchese Paulucci delle Roncole, rimosso nel 1844 dal comando proprio per motivi politici - avevano ampiamente assorbito idee rivoluzionarie e contavano fra di essi numerosi aderenti a organizzazioni come la Giovine Italia.
Il Martini, da subito non trovò buona accoglienza dai veneziani, che subito rimpiansero il precedente comandante Dandolo; si accinse comunque al suo compito fiducioso e, poco prima che divampasse la bufera, non mancò di esternare la sua sicurezza, affermando di non condividere i timori del feldmaresciallo Radetzky e del governatore di Venezia Zichy. Questi lo mettevano in guardia rispetto alla possibile inaffidabilità degli ufficiali e degli equipaggi. Alla richiesta di Zichy, che gli chiese se si fidasse della Marina e se questa avrebbe combattuto contro una rivolta, replicò che "la Marina reagirà contro una rivolta ... con solo dei casi singoli che possano provare il contrario".
La mattina del 22 marzo 1848 i lavoratori dell'arsenale uccisero il colonnello Giovanni Marinovich, capo ispettore dell'Arsenale. Tra Marinovich e gli arsenalotti vi erano già acute tensioni che si esasperarono ulteriormente quando questi si oppose alla loro richiesta di poter entrare a far parte dei corpi di guardie civiche che erano appena state istituite in città. Daniele Manin, a capo di numerose guardie civiche, approfittò della situazione per occupare l'Arsenale. Questo gesto era parte del suo piano insurrezionale per costringere il governo austriaco ad abbandonare la città e a proclamare la Repubblica. Martini finì ostaggio dei rivoltosi che gli intimarono anche di deporre il comando della Marina Austro-Veneta. Nel frattempo fuori dall'Arsenale cominciarono ad affluire soldati del reggimento Wimpffen e fanti della marina. Ma i molti soldati italiani in forza all'esercito austriaco si rifiutarono di aprire il fuoco contro le guardie civiche. Ebbe così luogo un vasto ammutinamento durante il quale fu ferirono gravemente il barone Buday de Bator, comandante della Fanteria di Marina. Questo episodio scatenò una serie di eventi che indussero nel pomeriggio il governatore civile di Venezia, Pallfy, e quello militare, Ferdinand Zichy, a firmare la capitolazione della città. Il giorno seguente fu proclamata la nascita della Repubblica di San Marco e si insediò un governo provvisorio guidato da Manin.
Il 25 luglio, uno scambio di prigionieri portò al rilascio del Martini, che rientrò a Trieste e riprese il comando a partire dal 1º settembre 1848. In quell'occasione, l'allora capitano Tegetthoff, che fu nominato suo aiutante, espresse la speranza che "gli avvenimenti possano essere stati per l'Austria una lezione dalla quale essa possa apprendere quanto necessaria sia una Marina per il nostro Paese e che ci attende un brillante futuro".
Nel febbraio 1849 il Martini, ritenendosi inadeguato all'incarico, presentò una petizione per la reintegrazione nell'esercito di terra e, di lì a poco, venne rilevato dal Dahlerup. In seguito fu inviato come diplomatico alla corte delle Due Sicilie; il 22 marzo 1849, a Gaeta, presentò le sue credenziali a Ferdinando II. Rimase nell'incarico fino al 1860, quando, per motivi di salute, diede le sue dimissioni; esse vennero accolte ma, al contempo, gli venne elargita la promozione a feldmaresciallo e fu insignito della Gran Croce dell'Ordine di Leopoldo.